# Präfektur Dankpen

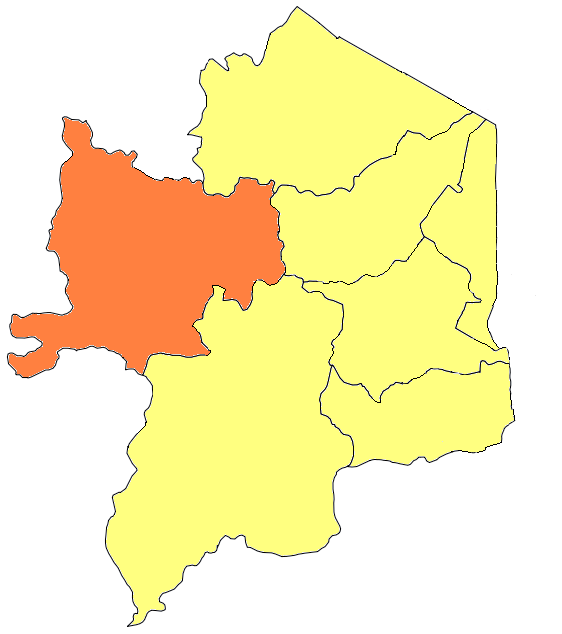
Lage der Präfektur Dankpen innerhalb der Region Kara.

Die Präfektur Dankpen ist eine Präfektur in Togo mit 185.662 Einwohnern (Stand: 2022). Sie liegt in der Region Kara und grenzt im Norden an die Präfektur Oti-Sud der Präfektur Savanes, im Nordosten an die Präfektur Kéran, im Osten an die Präfektur Doufelgou und im Süden an die Präfektur Bassar der Region Kara sowie im Westen an Ghana. Verwaltungssitz ist Guérin-Kouka.
Die Präfektur Dankpen, die im Jahr 1991 gebildet wurde, ist in drei Kommunen mit insgesamt zwölf Kantonen unterteilt:
- Dankpen 1 mit den Kantonen Guérin-Koka, Katchamba, Koulfièkou und Nampoch.
- Dankpen 2 mit den Kantonen Koutchitchéou, Namon, Natchiboré und Natchitikpi.
- Dankpen 3 mit den Kantonen Bapuré, Kidjaboun, Nandouta und Nawaré.